# OneRoyal
OneRoyal es una empresa global de trading financiero que opera bajo la marca comercial Royal Group. La empresa se especializa en servicios financieros para clientes minoristas e institucionales, incluyendo Forex, Contratos por Diferencia (CFD, por sus siglas en inglés) y soluciones avanzadas de brokeraje.

## Historia
La marca OneRoyal se creó en 2006 en Florida, EE. UU., inicialmente bajo RFXT.COM. En 2009, la empresa se expandió a Medio Oriente, obteniendo una licencia del Banco Central del Líbano (BDL).  En 2011, OneRoyal ganó el premio al Mejor Bróker de Forex de Medio Oriente en los World Finance Awards.
En 2012, OneRoyal obtuvo el premio al Mejor Bróker Online de Medio Oriente de los World Finance Awards y fue reconocido como el Bróker de Forex Más Transparente en la Jordan Financial Expo and Awards. En 2013, la empresa recibió el premio al Mejor Proveedor de Forex de Medio Oriente en la Saudi Money Expo y volvió a ser reconocida como Mejor Bróker Online de Medio Oriente por los World Finance Awards. En 2014, la empresa inició operaciones en Sídney, Australia, y obtuvo la licencia de la ASIC.
En 2016, OneRoyal abrió oficinas en Limassol, Chipre, y recibió la licencia de CySEC. Ese mismo año, la empresa fue galardonada con el premio al Mejor Proveedor de Ejecución en la Saudi Money Expo.  En 2019, la empresa se registró en la FSA de San Vicente y las Granadinas y abrió una oficina de soporte en Egipto. En 2020, OneRoyal recibió la licencia VFSC en Vanuatu y, en 2024, expandió sus operaciones en la región de América Latina, (LATAM).
En 2022, la empresa fue reconocida como Mejor Proveedor de Marca Blanca por Fazzaco.
En junio de ese mismo año, OneRoyal introdujo nuevos acuerdos IB (Introducing Broker) con recompensas a partir de USD 28 por lote. Estas ofertas competitivas están diseñadas para atraer a más brokers y mejorar los servicios que la empresa ofrece a los traders retail. En septiembre, OneRoyal abrió su nueva oficina en Lagos, Nigeria, marcando la expansión física de la compañía en África.
En 2023, OneRoyal fue reconocido como el Mejor Bróker de Medio Oriente en los Uf Awards y recibió el premio MEFM Awards Dubai de Smart Vision. Ese mismo año, la empresa también fue nombrada como Mejor Bróker Minorista de Forex por Smart Vision.
En 2024, OneRoyal recibió el premio al Bróker de Más Rápido Crecimiento - LATAM de International Business Magazine, el premio al Mejor Soporte de Trading - Asia, y el premio al Mejor Servicio de Atención al Cliente - MENA de Global Forex Awards.
En noviembre, OneRoyal anunció su asociación con Acuity Trading para integrar herramientas avanzadas de análisis de mercado y conocimientos basados en IA en su plataforma de trading. Esta colaboración mejora las capacidades de trading retail de OneRoyal proporcionando a los clientes acceso a las herramientas de Acuity, incluyendo AnalysisIQ y NewsIQ, que ofrecen datos en tiempo real y análisis de sentimiento.

## OneRoyal: Marcas Globales y Licencias Regulatorias
OneRoyal opera a través de dos marcas principales:
- OneRoyal se centra en clientes retail, proporcionando acceso a productos de trading como Forex, CFDs y otros instrumentos financieros, con una fuerte presencia en Medio Oriente y África.[25][7]
- OnePrime atiende a clientes institucionales, ofreciéndoles soluciones financieras avanzadas como servicios de brokeraje preferente, para dar soporte a operaciones de trading global.[26][10]

La empresa ofrece más de 2.000 instrumentos financieros y funciones como el trading de criptomonedas 24/7, copy trading y herramientas de trading de IA. La empresa presta servicios a clientes de regiones clave como Australia, Chipre, Líbano, Egipto y Vanuatu.
OneRoyal opera a través de múltiples entidades reguladas por las autoridades financieras en diferentes jurisdicciones, tales como ASIC en Australia (AFSL 420268), VFSC en Vanuatu (700284), FSA en San Vicente y las Granadinas (149LLC2019) y CySEC en Chipre (312/16).